# Thea Hail
Madison Knisely (Pittsburgh, 9 de setembro de 2003) é uma lutadora profissional americana que trabalha atualmente para a WWE, na marca NXT sob o nome de ringue Thea Hail.

## Início de vida
Maddie Knisley nasceu em Pittsburgh, Pensilvânia. Ela estudou na Pivik Elementary School, em Plum Borough, Pensilvânia, e praticou ginástica em uma academia em Monroeville.

## Carreira na luta livre profissional

### All Elite Wrestling (2021)
Em 28 de setembro de 2021, Knisley fez sua estreia na All Elite Wrestling como jobber no Dark, sob o nome de ringue Nikita Knight, enfrentando Thunder Rosa. Ela fez mais uma luta na promoção contra Julia Hart na edição de 24 de outubro de 2021 do Dark, que ela também perdeu.

### WWE (2022–presente)

#### Chase University (2022–2024)
Em 17 de março de 2022, Knisley foi anunciada como uma das 14 recrutadas que se apresentaram no WWE Performance Center em Orlando, Flórida. Um mês depois, na edição de 8 de abril do NXT Level Up, ela fez sua estreia no ringue sob o nome de Thea Hail, enfrentando Ivy Nile, em uma luta que perdeu. Durante o episódio de 31 de maio do NXT 2.0, foi exibido um vídeo mostrando Hail se formando com um GPA de 4.0 e jogando chapéus de grandes universidades. Em vez disso, ela pegou e colocou um chapéu da Chase University, aliando-se oficialmente ao grupo pela primeira vez. No episódio de 17 de junho do Level Up, Hail, acompanhada por Duke Hudson e Bodhi Hayward, conquistou sua primeira vitória contra Arianna Grace. No episódio de 11 de outubro do NXT, Hail competiu em sua primeira luta na marca NXT contra Kiana James. Durante a luta, o manager de James, Mr. Stone, interferiu e fez uma 'promo, o que levou Hail a acertá-lo com um back body drop e expulsá-lo do ringue. James usou a distração de Stone a seu favor e venceu a luta com um flatliner.
No episódio de 7 de fevereiro de 2023 do NXT, Hail confrontou Tiffany Stratton sobre um vídeo do TikTok que Stratton postou e que a incomodou. Após o incidente, Ava apareceu atrás de Hail, tampou sua boca e a arrastou para longe. Duas semanas depois, em 21 de fevereiro, Chase e Hudson defenderam a honra de Hail enfrentando The Dyad, que tinha Ava ao seu lado. Hail foi perseguida ao redor do ringue por Ava, o que levou Chase a discutir com ela, enquanto Fowler e Reid acertaram Hudson com um double codebreaker, custando a luta à Chase University. Em 1º de abril, no pré-show do Stand and Deliver, Hail, Duke Hudson, Andre Chase e Tyler Bate derrotaram o Schism em uma luta de duplas mistas de oito pessoas, garantindo assim o controle da Chase University. No episódio de 6 de junho do NXT, Hail venceu uma battle royal para se tornar a desafiante número um pelo Campeonato Feminino do NXT de Stratton. A luta ocorreu na segunda semana do Gold Rush, em 27 de junho, mas Hail não conseguiu vencer. Ela desafiou Stratton novamente em 30 de julho no The Great American Bash em uma luta de submissão, mas perdeu ao ser pega em um boston crab, enquanto Chase jogou a toalha em seu nome. Em resposta, no episódio seguinte do NXT, em 2 de agosto, Hail jogou a toalha em nome de Chase durante a luta dele contra Baron Corbin, enquanto ele estava preso em um single-leg crab, mas Corbin jogou a toalha de volta e venceu por pinfall.
No episódio de 15 de agosto do NXT, Hail perdeu para Jacy Jayne devido à distração de seus companheiros de grupo. Na semana seguinte, no Heatwave, Jayne se aproximou de Hail nos bastidores, mostrando empatia por ela em relação a Chase ter custado o campeonato, tornando-se face nesse processo. Em 29 de agosto, Hail faltou à aula na Chase University para passar tempo com Jayne. Na semana seguinte, Jayne representou a Chase University com Hail pela primeira vez, derrotando Lola Vice e Elektra Lopez em uma luta de duplas. Na segunda semana do Halloween Havoc, em 31 de outubro, Hail e Jayne desafiaram as campeãs de duplas femininas da WWE, Chelsea Green e Piper Niven, pelos títulos, mas não tiveram sucesso, já que Chase se recusou a ajudar Jayne a trapacear para vencer.
No episódio de 30 de janeiro de 2024 do NXT, enquanto Chase, Hudson e Riley Osborne se preparavam para se despedir da Chase U devido a problemas financeiros, Hail e Jayne anunciaram que lançariam um calendário para ajudar a salvá-la. Após a derrota de Chase e Hudson para Bron Breakker e Baron Corbin na luta pelo Campeonato de Duplas do NXT no Roadblock em 5 de março, Jacy Jayne e a nova estudante da Chase U, Jazmyn Nyx, zombaram de Hail, fazendo-a sair furiosa. No episódio de 12 de março do NXT, Hail e Fallon Henley perderam uma luta de duplas após Jayne se recusar a ser sua parceira na semana anterior. Emocionada, Hail repudiou sua amizade com Jayne e declarou que estava voltando a ser a "antiga Thea Hail". Na semana seguinte do NXT, Jayne (acompanhada por Nyx) se virou contra a Chase U. No Stand & Deliver em 6 de abril, Hail se juntou a Henley e Kelani Jordan para derrotar Jayne, Kiana James e Izzi Dame em uma luta de trios femininos. No episódio seguinte do NXT, Jayne revelou a verdade sobre a dívida de jogo da Chase U. Na luta de Hail pelo Campeonato Feminino do NXT no The Great American Bash, Chase fez uma aposta ilegal de que Hail venceria o título. No entanto, ele priorizou a segurança de Hail e jogou a toalha, resultando em sua derrota na aposta. No episódio de 16 de abril do NXT, Hail perdeu para Tatum Paxley após a interferência de Jayne e Nyx. Após isso, uma luta entre Hail e Jayne foi agendada para a segunda semana do Spring Breakin', que Hail venceu. No entanto, uma Henley insatisfeita se virou contra Hail e a atacou enquanto ela comemorava. No episódio de 21 de maio do NXT, Henley derrotou Hail para garantir uma vaga na luta de escadas de seis mulheres para coroar a campeã inaugural do Campeonato Norte-Americano Feminino do NXT no NXT Battleground. No episódio de 19 de novembro do NXT, Ridge Holland, que posteriormente se juntou e desertou da Chase U, derrotou Chase com o futuro da Chase U em jogo, causando a dissolução do grupo.

#### Competição individual (2025–presente)
Após uma pausa de cinco meses, Hail retornou no episódio de 15 de abril de 2025 do NXT e derrotou Karmen Petrovic para se classificar para a luta de escadas com seis lutadoras pelo vago Campeonato Norte-Americano Feminino do NXT, no NXT Stand & Deliver. Antes da luta, ela se reuniu com Andre Chase (que estava envolvido em uma história com Uriah Connors e Kale Dixon para reformar a Chase University) e deu sua bênção para a reconstrução da Chase U, mas declarou que gostaria de permanecer como ex-aluna. No NXT Stand & Deliver em 19 de abril, Hail não conseguiu conquistar o título.

## Outras mídias

### Videogames
| Ano  | Título   | Notas                 | Ref.   |
| ---- | -------- | --------------------- | ------ |
| 2024 | WWE 2K24 | Estreia em videogames | [ 36 ] |
| 2025 | WWE 2K25 |                       | [ 37 ] |

## Títulos e prêmios
- Pro Wrestling Illustrated
  - PWI a colocou na posição #115 das 250 melhores lutadoras individuais no PWI Women's 250 em 2023[38]